# 叠裂银莲花
叠裂银莲花（学名：Anemone imbricata）是毛茛科银莲花属的植物，是中国的特有植物。分布在中国大陆的甘肃、青海、西藏、四川等地，生长于海拔3,200米至5,300米的地区，见于高山草坡和灌丛中，目前尚未由人工引种栽培。